# Eugnathia semicervina
Eugnathia semicervina là một loài bướm đêm trong họ Erebidae.